# Irenik
Irenik (av grekiskans eiréne, frid) betyder fredsvetenskap; med irenik förstod man under den äldre protestantismens tid den teologiska disciplin, som hade att verka för en fredlig och försonlig uppgörelse mellan olika kristna partier och konfessioner, särskilt genom att rikta blicken på det gemensamma och förbindande. Inom den nyare protestantiska teologin har denna teologiska disciplin dött bort som självständig disciplin, sedan man alltmera ansett, att vad man med skäl kunde fordra åtgjort i dylikt ireniskt syfte, den i själva verket inginge i dogmatikens och symbolikens uppgifter. 